# Licu, une histoire roumaine
Pour plus de détails, voir Fiche technique et Distribution.
Licu, une histoire roumaine (titre original : Licu, o poveste românescă) est un film documentaire roumain réalisé par la cinéaste française Ana Dumitrescu. Le film a remporté DOK Leipzig en 2017.

## Synopsis
À travers son histoire personnelle et ses anecdotes, Licu, un homme de 92 ans, parcourt l'histoire de la Roumanie. Un homme qui a connu les évènements historiques de l'avant-Seconde Guerre mondiale à nos jours, en passant par la révolution roumaine. Un film sur l'histoire mais aussi et surtout sur ce qui nous reste après une vie.

## Fiche Technique
- Titre : Licu, une histoire roumaine
- Titre original : Licu, o poveste românescă
- Titre anglais : Licu, a Romanian Story
- Réalisation : Ana Dumitrescu
- Direction Photo : Ana Dumitrescu
- Son : Jonathan Boissay
- Montage : Ana Dumitrescu
- Montage son : Jonathan Boissay
- Mixage : Mathieu Nappez
- Société de production : Jules et Films ( Roumanie)
- Distribution Roumanie : Rollercoaster PR[1]
- Pays d'origine :  Roumanie
- Langue : Roumain
- Genre : Long métrage documentaire
- Durée : 83 min
- Date de sortie : 24 août 2018  Roumanie

## Diffusion
Le film est sorti le 24 août 2018 en Roumanie, distribué par Rollercoaster PR.
Il a été projeté en France le 8 octobre 2018 au Forum des Images dans le cadre de la saison France-Roumanie.

## Prix et nominations
- Golden Dove - International Competition Long Documentary and Animated Film - DOK Leipzig 2017[3]
- Prix Gopo 2019 (Roumanie) - nommé dans la catégorie Meilleur film documentaire[4]
- Gala UCIN 2019 (Roumanie) - nommé dans la catégorie Meilleur film documentaire[5]
- Prix CadRO - Festival Cronograf Chisinau

En tant que lauréat du Golden Dove, le film était éligible aux Oscars.